# Хеммингова сфера
|  |  |
|  |  |

Сферы Хемминга для двоичного двумерного векторного пространства с центрами в различных точках (отмечены чёрным). Сферам принадлежат точки, отмеченные чёрным и зелёным. Точки, отмеченные белым не принадлежат сферам. В каждом из примеров сферам принадлежит ровно три точки (вектора).
Хеммингова сфера {\displaystyle S_{t}\left({\vec {v}}\right)} радиуса {\displaystyle t} c центром в точке {\displaystyle {\vec {v}}} — множество всех векторов (точек) в двоичном векторном пространстве {\displaystyle V_{2}} находящихся на расстоянии {\displaystyle t} от заданного вектора {\displaystyle {\vec {v}}}:
{\displaystyle S_{t}\left({\vec {v}}\right)=\left\{{\vec {x}}\in C|d_{H}\left({\vec {x}},{\vec {v}}\right)=t\right\}}

Хеммингов шар {\displaystyle B_{t}\left({\vec {v}}\right)} радиуса {\displaystyle t} c центром в точке {\displaystyle {\vec {v}}} — множество всех векторов (точек) в двоичном векторном пространстве {\displaystyle V_{2}} на расстоянии не более {\displaystyle t} от заданного вектора {\displaystyle {\vec {v}}}:
{\displaystyle B_{t}\left({\vec {v}}\right)=\left\{{\vec {x}}\in C|d_{H}\left({\vec {x}},{\vec {v}}\right)\leq t\right\}}

Если размерность двоичного векторного пространства {\displaystyle V_{2}} равна {\displaystyle n}, то количество точек (векторов), принадлежащих  {\displaystyle S_{t}\left({\vec {v}}\right)} равно:
{\displaystyle \left|{S_{t}\left({\vec {v}}\right)}\right|={\binom {n}{t}}}
Если размерность двоичного векторного пространства {\displaystyle V_{2}} равна {\displaystyle n}, то количество точек (векторов), принадлежащих  {\displaystyle B_{t}\left({\vec {v}}\right)} равно:
{\displaystyle \left|{B_{t}\left({\vec {v}}\right)}\right|=\sum \limits _{i=0}^{t}|S_{i}({\vec {v}})|=\sum \limits _{i=0}^{t}{\binom {n}{i}}}